# Kim Yŏng Nam
Kim Yŏng Nam (kor. 김영남; ur. 4 lutego 1928 w Heijō) – północnokoreański polityk i dyplomata. W latach 1983–1998 minister spraw zagranicznych Koreańskiej Republiki Ludowo–Demokratycznej. W latach 1998–2019 przewodniczący Prezydium Najwyższego Zgromadzenia Ludowego.

## Życiorys

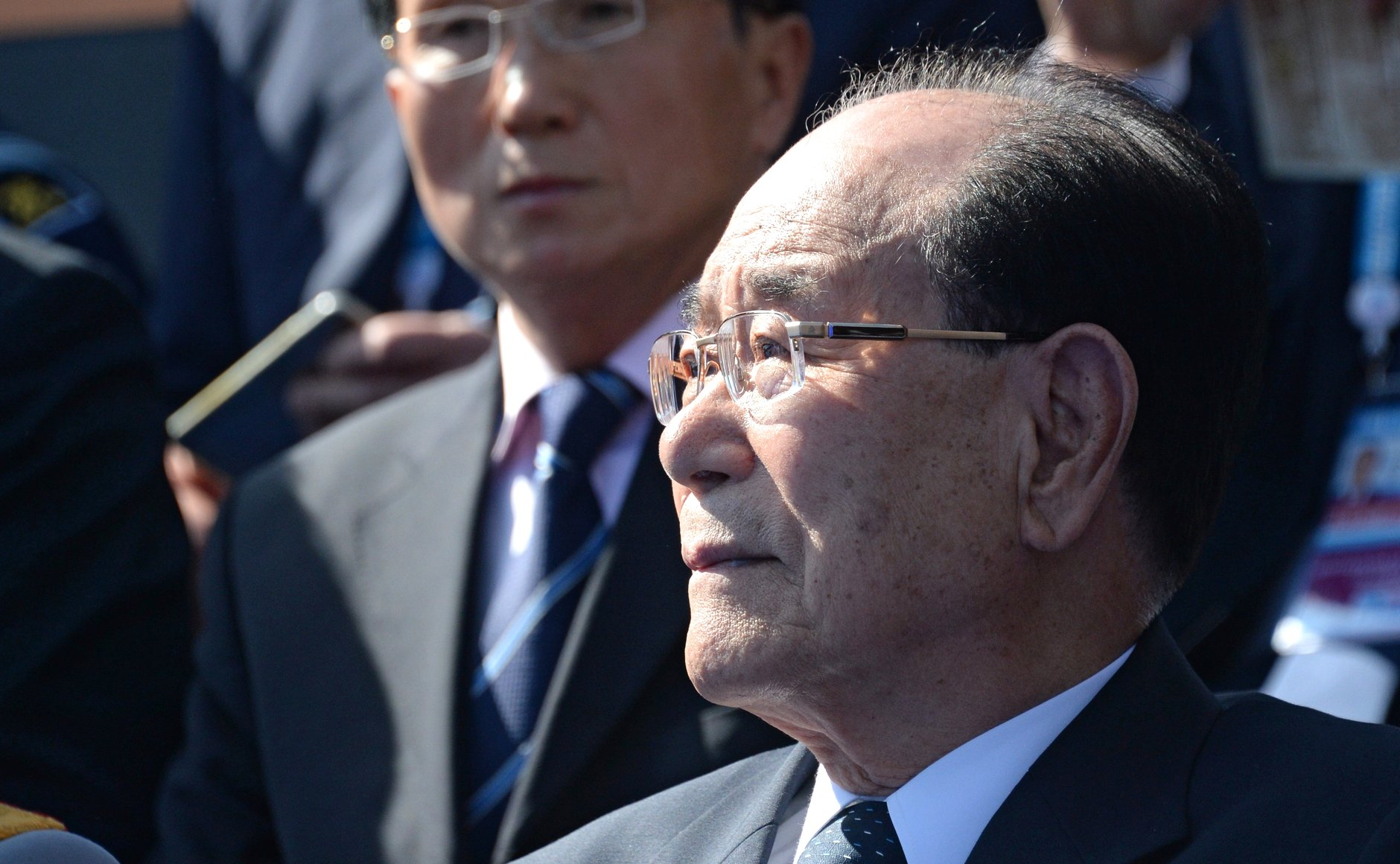
Kim Yŏng Nam podczas obchodów Dnia Zwycięstwa w Moskwie w 2015

Urodził się w okupowanej przez Japończyków Korei. W 1946 został członkiem Partii Pracy Korei. Studiował na Tomskim Uniwersytecie Państwowym oraz Rostowskim Uniwersytecie Państwowym. Po powrocie z ZSRR rozpoczął karierę partyjną i polityczną. W 1970 wszedł w skład Komitetu Centralnego Partii Pracy Korei. W 1974 stanął na czele jej Departamentu Polityki Zagranicznej. W latach 1983–1998 zajmował stanowisko ministra spraw zagranicznych.

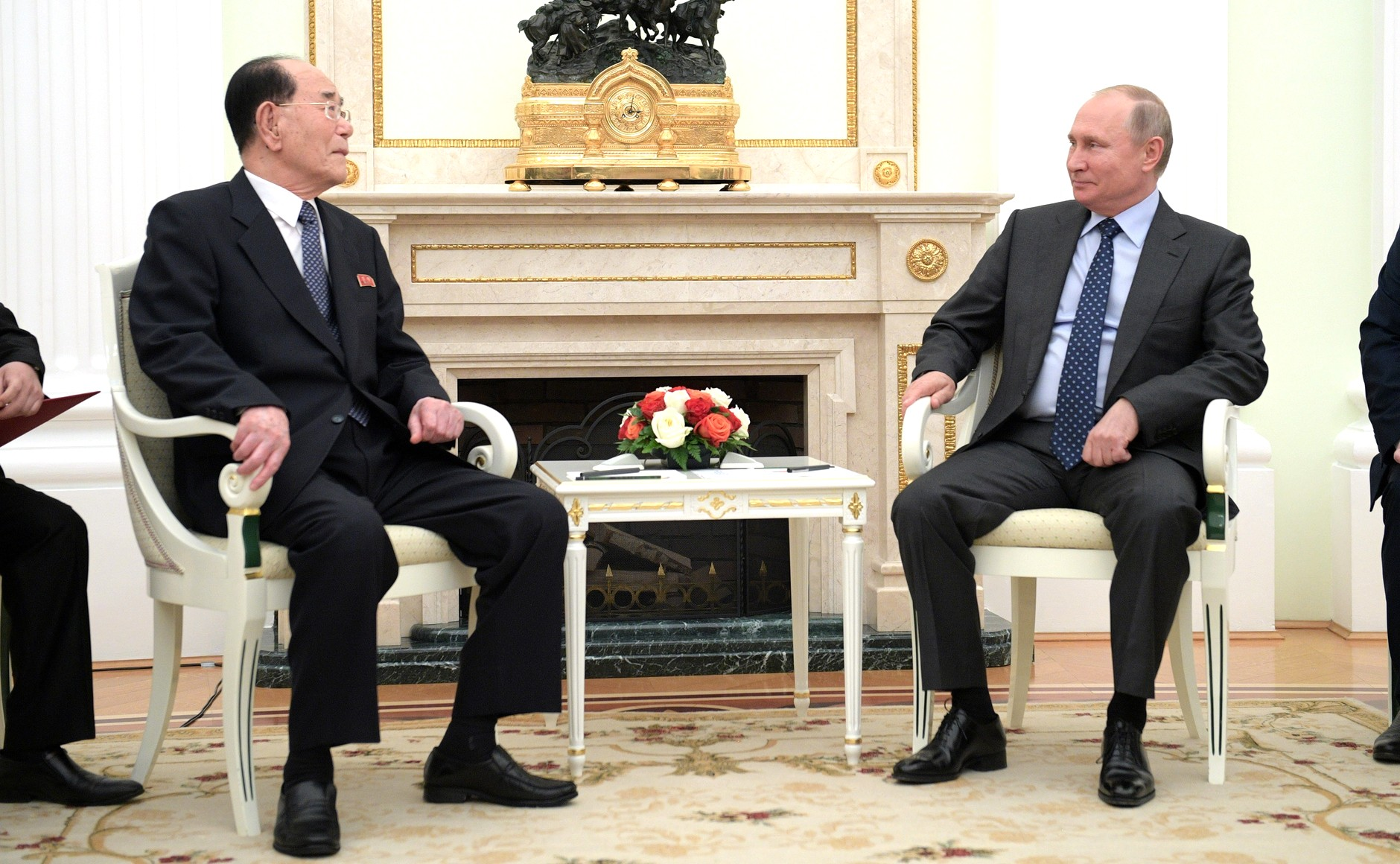
Kim Yŏng Nam podczas spotkania z prezydentem Federacji Rosyjskiej Władimirem Putinem w 2018

5 września 1998 objął urząd przewodniczącego Prezydium Najwyższego Zgromadzenia Ludowego Korei Północnej (parlamentu). Konstytucja Korei Północnej z 1998 nie wprowadza instytucji głowy państwa, jednakże w istocie funkcję taką, ze względu na przysługujące kompetencje właściwe dla klasycznej głowy państwa, można przypisać właśnie Przewodniczącemu Prezydium NZL. Posiada on bowiem m.in. prawo mianowania ambasadorów, przyjmowania listów uwierzytelniających od ambasadorów innych państw, nawiązywania stosunków dyplomatycznych, podpisywania umów międzynarodowych, reprezentowania państwa za granicą i przyjmowania szefów innych państw.

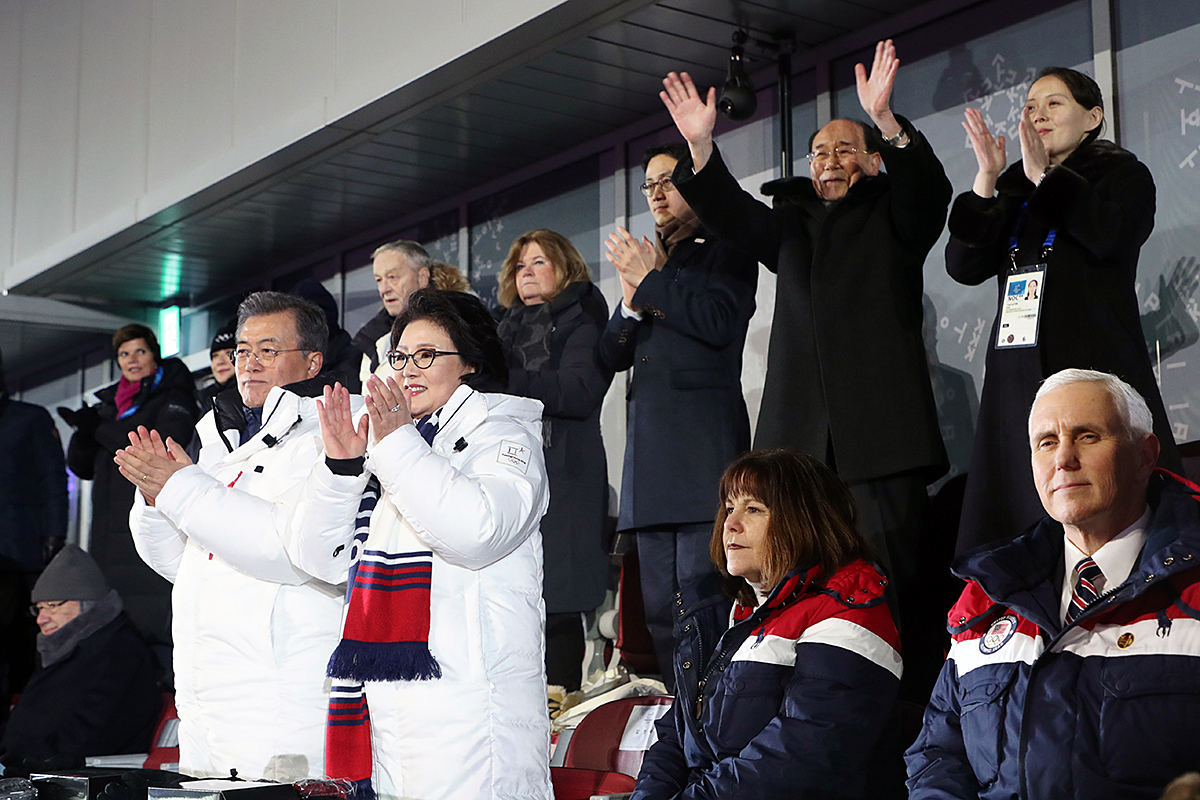
Kim Yŏng Nam w trakcie ceremonii otwarcie zimowych igrzysk olimpijskich w Pjongczang w 2018

Korzystał ze swoich prerogatyw. Wielokrotnie, w trakcie sprawowania urzędu, odbywał podróże zagraniczne. W lipcu 2007 w czasie dwutygodniowej podróży odwiedził Mongolię, Algierię, Egipt, Etiopię i Singapur. W marcu i kwietniu 2008 odbył podróż do Afryki, odwiedzając Angolę, Namibię, Ugandę oraz Demokratyczną Republikę Konga. W maju 2008 odwiedził Singapur oraz Południową Afrykę.
Reprezentował oficjalnie władze KRLD podczas ceremonii otwarcia: XXIX letnich igrzysk olimpijskich w Pekinie, XXII zimowych igrzysk olimpijskich w Soczi, XXIII zimowych igrzysk olimpijskich w Pjongczang oraz ceremonii otwarcia Mistrzostw Świata w Piłce Nożnej w Rosji.
14 lipca 2009 spotkał się z prezydentem Wietnamu Nguyễnem Minh Triếtem podczas szczytu Ruchu Państw niezaangażowanych w Egipcie. W grudniu 2011 zajął zaszczytne 2. miejsce w Komitecie Żałobnym Kim Dzong Ila. 9 maja 2015 wziął udział w obchodach Dnia Zwycięstwa w Moskwie. 16 maja 2016 złożył oficjalną wizytę w Gwinei Równikowej, aby wziąć udział w inauguracji prezydenta.
W latach 2010–2019 wchodził w skład Prezydium Biura Politycznego Partii Pracy Korei. 11 kwietnia 2019 przeszedł na emeryturę i w wieku 91 lat wycofał się z aktywnej działalności politycznej, pozostając jedynie deputowanym do północnokoreańskiego parlamentu.

## Ordery i odznaczenia
- Order Flagi Narodowej I klasy
- Order Kim Dzong Ila (2012)[11]